# Nagelocarpus
Nagelocarpus es un género con dos especies de plantas de flores perteneciente a la familia Ericaceae. 
Está considerado un sinónimo del género Erica.

## Especies seleccionadas
| - Nagelocarpus ciliatus - Nagelocarpus serratus |